# Гиларий (префект Рима)
Гиларий (лат. Hilarius) — западноримский политический деятель при императоре Гонории.
Известна единственная должность, занимаемая Гиларием — префект Рима в 408 году. Она засвидетельствована законом от 15 января этого года, который сохранился в Кодексе Феодосия. Он иногда идентифицировался с префектом претория Галлии в 396 году Гиларием, но это отождествление отвергается историками потому, что ранг городского префекта был ниже ранга префекта претория.